# پراستاناترائی
پراستاناترائی (سانسکریت: प्रस्थानत्रयी، آوانگاری: Prasthānatrayī، ت. «خروج ترینیتی») به سه متن الهیات به ویژه مکاتب ویدانته اشاره دارد. شامل موارد زیر است:
1. اوپانیشادها، معروف به سانسکریت: उपदेश प्रस्थान، آوانگاری: Upadēśa Prasthāna، ت. «خروج موعظه» (متون دستوری)، و سانسکریت: श्रुति प्रस्थान، آوانگاری: Śruti Prasthāna، ت. «خروج شنیدن» (شروتی)، به ویژه اوپانیشادهای اصلی.
2. بهگود گیتا، معروف به سانسکریت: साधना प्रस्थान، آوانگاری: Sādhana Prasthāna، ت. «خروج مدیتیشن» (متن عملی)، و سانسکریت: स्मृति प्रस्थान، آوانگاری: Smr̥ti Prasthāna، ت. «خروج حافظه» (سنت حماسی)
3. برهما سوتراها، معروف به سانسکریت: सूत्र प्रस्थान، آوانگاری: Sūtra Prasthāna، ت. «خروج فرمول» (متون فرمول‌بندی‌کننده) یا سانسکریت: न्याय प्रस्थान، آوانگاری: Nyāya Prasthāna، ت. «خروج عدالت» یا سانسکریت: युक्ति प्रस्थान، آوانگاری: Yukti Prasthāna، ت. «خروج دستگاه» (اندیشه‌های فلسفی و معنوی اوپانیشادها را نظام مند و خلاصه می‌کند)

اوپانیشادها از ده تا سیزده متن اصلی و در مجموع ۱۰۸ اوپانیشاد است. اوپانیشادهای اصلی(اوپانیشادهای موکیه)) عبارتند از ایشا، کنه، کته، پرشنه، موندکه، ماندوکیه، تیتریه، آیتریه، چاندوگیه و بریهدآرنیکه.